# Boris Dobronravov
Boris Georgievitch Dobronravov (en russe : Бори́с Гео́ргиевич Добронра́вов), né le 16 avril 1896 à Moscou et mort le 27 octobre 1949 à Moscou, est un acteur soviétique, artiste du peuple de l'URSS en 1937.

## Biographie
Fils d'un prêtre, Boris Dobronravov intègre en 1909 un établissement d'enseignement secondaire orthodoxe au sein du monastère Donskoï, puis, en 1913, entame les études à l'académie théologique de Moscou qu'il quitte un an plus tard, pour devenir étudiant à la faculté mathématique-physique de l'Université d'État de Moscou. En 1915, il tombe dans le journal Rannee outro [Petit matin] sur une annonce passée par la direction du théâtre d'art de Moscou qui recrute des acteurs. Par défi, il va se présenter à ce concours et sera accepté. Pendant un an il parvient à concilier son travail au théâtre avec ses études, puis abandonne l'université en 1916. Jusqu'en 1918, il fait partie du second studio du théâtre d'Art, puis, devient acteur de la troupe principale. Entre 1920 et 1949, il interprète une dizaine de rôles au cinéma. Il restera fidèle au théâtre d'Art toute sa vie et mourra d'un arrêt cardiaque lors de la scène finale du spectacle Le Tsar Fédor Ioanovitch (Tolstoï), le jour du 51e anniversaire du théâtre, interprétant pour la 166e fois son rôle préféré - celui du Fédor. Il est enterré au cimetière de Novodevitchi.

## Théâtre
- 1918 : La Provinciale d'Ivan Tourgueniev : Aollon
- 1921 : Les Bas-fonds de Maxime Gorki : Abram Medvedev
- 1922 : Le Revizor de Nicolas Gogol : serveur
- 1922 : Le Tsar Fédor Ioanovitch d'Alexis Tolstoï : Goloub-fils
- 1922 : Le Pain d'autrui d'Ivan Tourgueniev : Piotr
- 1922 : La Locandiera de Carlo Goldoni : Tonino, valet du Chevalier
- 1923 : Même le plus sage se trompe d'Alexandre Ostrovski : homme de Kroutitski
- 1924 : La Mort de Pazoukhine de Mikhaïl Saltykov-Chtchedrine : Baev
- 1924 : Les Frères Karamazov de Fiodor Dostoïevski : Aliocha
- 1924 : La Cerisaie de Anton Tchekhov : Petia Trofimov
- 1924 : Les Bas-fonds de Maxime Gorki : Vasska Pepel
- 1924 : Le Tsar Fédor Ioanovitch d'Alexis Tolstoï : Krassilnikov
- 1925 : Pougatchevchina de Konstantin Trenev, mise en scène par Vladimir Nemirovitch-Dantchenko : Barsouk
- 1926 : Cœur ardent d'Alexandre Ostrovski : Narkus
- 1926 : Les Jours des Tourbine de Mikhaïl Boulgakov : Mychlaevski
- 1927 : Le Train blindé 14-69 de Vsevolod Ivanov : Semionov
- 1928 : La Cerisaie de Anton Tchekhov : Iacha
- 1928 : Ountilovsk de Leonid Leonov : Redkozoubov
- 1930 : L'Envol de Fiodor Vagramov : Kirsanov
- 1931 : Peur de Alexandre Afinoguenov : Tsekhovoï
- 1934 : L'Orage d'Alexandre Ostrovski : Tikhon
- 1935 : La Cerisaie de Anton Tchekhov : Ermolaï Lopakhine
- 1935 : Platon Krechet de Oleksandr Korniychuk : Platon Krechet
- 1936 : Lyubov Yarovaya de Konstantin Trenev : Yarovoï
- 1937 : La Terre de Nikolaï Virta : Listrat
- 1938 : Les Âmes mortes de Nicolas Gogol : Nozdrev
- 1940 : Le Tsar Fédor Ioanovitch de Alexis Tolstoï : Tsar Fédor
- 1943 : Les Gens russes de Constantin Simonov : Safonov
- 1947 : Oncle Vania de Anton Tchekhov : Voïnitzki
- 1949 : Le Tsar Fédor Ioanovitch de Alexis Tolstoï : Tsar Fédor

## Filmographie sélective
- 1934 : La Nuit de Pétersbourg (Петербургская ночь) de Grigori Rochal et Vera Stroeva : Egor Efimov
- 1935 : Aerograd (Аэроград) de Alexandre Dovjenko : Chabanov
- 1936 : Détenus (Заключённые, Zakliuchonnye) de Ievgueni Tcherviakov : Gromov
- 1948 : Histoire d'un homme véritable (Povest o nastoïachtchem tcheloveke) d'Aleksandr Stolper : médecin en chef
- 1949 : La Bataille de Stalingrad (Сталинградская битва, Stalingradskaya bitva) de Vladimir Petrov : ami de Staline

## Honneurs et récompenses
- Ordre du Drapeau rouge du Travail
- ordre de Lénine
- Artiste du peuple de l'URSS